# Voraptus tenellus
Voraptus tenellus е вид паяк от семейство Zoridae. Видът е критично застрашен от изчезване.

## Разпространение
Разпространен е в Сейшели.